# Повільне кіно
Повільне кіно — це жанр арт-кінематографа, який характеризується мінімалістичним, спостережливим стилем, з невеликою кількістю оповіді або без неї, який зазвичай робить акцент на довгих кадрах .   Його іноді називають «споглядальним кіно». 

## Історія
До практиків цього жанру належать Андрій Тарковський, Мікеланджело Антоніоні, Роберт Брессон, Лав Діас, Педро Коста, П'єр Паоло Пазоліні, Олександр Сокуров, Бела Тарр, Шанталь Акерман, Тео Ангелопулос і Аббас Кіаростамі .  
Грецького режисера Тео Ангелопулоса називають «іконою так званого руху Slow Cinema».  Приклади цього стилю включають « Два роки на морі » Бена Ріверса, «Кватро вольт » Мікеланджело Фраммартіно та «51 картина » Шона Вілсона .   
Останні андеґраундні кінорухи, такі як кіно-ремодерніст, поділяють чутливість повільного чи споглядального кіно.
G. Aravindan was a filmmaker whose works such as Kanchana Sita, Thampu and Esthappan have been regarded as embodying a uniquely original style of contemplative cinema where the aesthetic sensibility and philosophical insights of Indian culture could find a meditative mode of expression within more universal contexts of humanism and transcendentalism.
Фестиваль AV провів Slow Cinema Weekend у кінотеатрі Star and Shadow у Ньюкаслі в березні 2012 року, включно з фільмами Ріверса, Лава Діаса, Лісандро Алонсо та Фреда Келемена .   
Останні приклади включають фільми Келлі Райхардт, Бруно Дюмона, Альберта Серра, Апічатпонга Вірасетакула, Цзя Чжанке, Хоу Сяо-сяня, Цай Мін-Ляна, Лава Діаса, Сергія Лозниці, Карлоса Рейгадаса, Амата Ескаланте, Лісандро Алонсо, Нурі Більге Джейлана та Педро Коста .  

## Приклади
- A Man Escaped (1956)
- Кишеньковий злодій (1959)
- Затемнення (1962)
- Червона пустеля (1964)
- Навмання, Бальтазаре (1966)
- Mouchette (1967)
- Соляріс (1972)
- Jeanne Dielman, 23, quai du Commerce, 1080 Bruxelles (1975)
- Професія: репортер (1975)
- Дзеркало (1974)
- Сталкер (1979)
- Ностальгія (1983)
- Жертвопринесення (1986)
- Самотній голос людини (1987)
- It's Impossible to Learn to Plow by Reading Books (1988)
- Kárhozat (1988)
- Пейзаж у тумані (1988)
- Яскравий літній день (1991)
- Сатантанго (1994)[6]
- Смак вишні (1997)
- Вічність і один день (1998)
- Красива робота (1999)
- Один і два (2000)
- In Vanda's Room (2000)
- Werckmeister Harmonies (2000)[7]
- Відчуження (2002)
- Goodbye Dragon Inn (2003)[7]
- Evolution of a Filipino Family (2004)
- Смерть пана Лазареску (2005)[8]
- Colossal Youth (2006)[8]
- Still Life (2006)
- Syndromes and a Century (2006)[8]
- Безмовне світло (2007)
- The Man from London (2007)
- Melancholia (2008)
- Венді і Люсі (2008)[8]
- Police, Adjective (2009)[8]
- Десь (2010)[8]
- Дядечко Бунмі, який пам'ятає свої минулі життя (2010)
- Одного разу в Анатолії (2011)[8]
- The Turin Horse (2011)
- Neighboring Sounds (2012)[8]
- Post Tenebras Lux (2012)
- Norte, the End of History (2013)[8]
- Stray Dogs (2013)
- Corn Island (2014)[9]
- From What Is Before (2014)
- Horse Money (2014)
- Цвинтар блиску (2015)
- Кайлі Блюз (2015)
- Жінка, яка пішла (2016)
- Hannah (2017)
- Слон сидить спокійно (2018)[7]
- Vitalina Varela (2019)
- Дні (2020)
- Пам'ять (2021)
- Pacifiction (2022)
- Зона інтересу (2023)

Джерела:      

## Рецепція
Sight & Sound зауважили щодо визначення повільного кіно: «Тривалість кадру, навколо якої точиться велика частина дискусій, є досить абстрактним показником, якщо його відокремити від того, що відбувається в ньому».  Газета Guardian порівняла довгі кадри цього жанру з двосекундною середньою тривалістю кадру в голлівудських бойовиках і зазначила, що «вони обирають навколишні шуми або польові записи, а не пишний звуковий дизайн, використовують приглушені візуальні схеми, які вимагають від глядача уваги виконувати більше роботи та пробуджувати відчуття таємниці, яке випливає з пейзажів і місцевих звичаїв, які вони зображують більше, ніж із загальної умовності».  Жанр описується як «акт організованого опору», подібний до руху Slow food . 

### Критика
Повільне кіно критикували як байдуже чи навіть вороже до глядачів.  Негативна реакція Ніка Джеймса з Sight & Sound, яку підхопили інтернет-автори, стверджувала, що раннє використання довгих дублів було «авантюрними провокаціями, створеними екстремістами», тоді як останні фільми «працюють у рамках визнаної художньої ідіоми за замовчуванням».  У кіноблозі The Guardian зроблено висновок, що «було б доцільно бути менш цінними для фільмів, які, ймовірно, будуть недоступні навіть для найбільш добре обізнаної аудиторії».  Ден Фокс з Frieze критикував як дихотомію аргументу на «філістер» проти «претензійного», так і редуктивність терміна «повільне кіно». 
Американський режисер Пол Шрейдер писав про повільне кіно у своїй книзі 1972 року Transcendental Style in Film: Ozu, Bresson, Dreyer і називав його естетичним інструментом. Він стверджує, що більшість глядачів вважають повільне кіно нудним,  але що «повільний режисер тримає свого глядача на гачку, думаючи, що винагорода, винагорода не за горами». 
Нещодавно кінознавці Кетрін Фуско та Ніколь Сеймур написали, що як прихильники, так і противники руху повільного кіно неправильно характеризують його. Як вони стверджують, багато «коментарів вважають повільне кіно своєрідною пасторалью для теперішнього моменту, перепочинком від нашої технологічно насиченої... епохи, зосередженої на голлівудських блокбастерах». Тому такий коментар асоціює рух із задоволенням і розслабленням. Але насправді повільні кінофільми часто зосереджені на непрацездатних робітниках; як стверджують Фуско та Сеймур, «для тих, хто перебуває на периферії суспільства, сучасність насправді сприймається як повільність і, як правило, на їхню велику шкоду».

## Дивіться також
- Догма 95
- Список найдовших фільмів
- Повільна їжа і повільний рух
- Художній фільм
- Повільне різання
- Повільне телебачення
- Структурна плівка
- Екстремальне кіно
- Фільм нерухомого зображення
- Ненаративний фільм
- Експериментальний фільм
- Витримка
- Американське ексцентричне кіно
- Мінімалістичний фільм
- Модерністичний фільм
- Постмодерністське кіно
- Культура робітничого класу
- Indiewood